# إعادة الجذور اللاتينية إلى اللغة الرومانية
إعادة الجذور اللاتينية إلى اللغة الرومانية (إعادة الرومنة) هي تقوية الخصائص الرومنسية للغة الرومانية خلال القرن الثامن عشر والقرن التاسع عشر. في تلك الفترة، اعتمدت اللغة الرومانية أبجدية مرتكزة على اللاتينية لتحل محل الكتابة الكريلية واستعارت العديد من الكلمات من الفرنسية إضافة للاتينية والإيطالية، من أجل الحصول على الأدوات المعجمية اللازمة للحداثة. سكت هذه العملية كلمات لأدوات أو مفاهيم عُرفت حديثًا (المستحدثات)، وأضافت مرادفات لاتينية لبعض الكلمات السلافية والألفاظ الدخيلة، وقوّت بعض الخصائص الرومنسية النحوية. تُعد عملية العودة نحو اللاتينية جزءًا من فترة تحديث اللغة الرومانية التي أدت إلى توحيد اللغة الأدبية المعتمدة على المصطلح الفلاشي وتقديم أول الأعمال الأكاديمية المعيارية.
تؤكد بعض الأبحاث اللغوية أن استخدام هذا المصطلح غير مناسب إذ يدمج العملية الأكبر لتحديث اللغة مع التيار الأكثر تشددًا، وغير الناجح في النهاية، لإنهاء أي تأثيرات غير لاتينية وثانيًا، يُعد افتقار المصطلح للدقة عرضةً لأن يقود إلى التشويش إذ كانت الشخصية اللاتينية للغة الرومانية مُلاحظة أساسًا منذ القرن الخامس عشر على الأقل.

## خلفية
تُعد اللغة الرومانية لغةً رومنسية يتحدث بها 25 مليون شخص. إنها اللغة الرسمية لرومانيا ومولدوفا ولها وضع شبه رسمي في فويفودينا (صربيا). عاش الرومانيون الإثنيون في أوكرانيا وهنغاريا. تطور الشتات الروماني المميز في دول أوروبية أخرى (لا سيما في إيطاليا وإسبانيا) وفي أمريكا الشمالية وأستراليا وإسرائيل. تُعد اللغة الرومانية مرتبطة بصورة وثيقة بثلاث لغات بلقانية رومنسية؛ أرومانية (أو المقدونية الرومانية) وميغلينو-رومانية وإسترو-رومانية، وتتحدر كلها من اللغة الرومانية البدائية. تُقسم اللغة الرومانية إلى لهجتين أساسيتين، لهجة شمالية تُحكى في مولدافيا وترانسلفانيا الشمالية وماراموريش وبانات، ولهجة جنوبية في فلاشيا، ولكن توجد متغيرات انتقالية في أولتينا وترانسلفانيا.
يبقى أصل الرومانيون خاضعًا للنقاشات البحثية حتى الآن. يُعد الوجود المستمر للرومانيين، في الأراضي التي تشكل الآن رومانيا شمال الدانوب الأدنى، جوهر النقاش. يقبل العلماء، الذين اقترحوا أن مقاطعة داسيا ترايانا الرومانية (التي كانت موجودة شمال النهر لحوالي 165 عامًا) كانت مكانًا مهمًا للتولد العرقي للرومانيين، الاستمرارية شمال الدانوب، وهي نظرية يدعمها العلماء الذين يعتبرون أن أصول الرومانيين تشمل مناطق موجودة ليس فقط في داسيا وإنما أيضًا في مناطق جنوب الدانوب (التي كانت تحت حكم الرومانيين بعدة قرون). يقترح العلماء، الذين يدحضون هذه النظريات، أن التولد الإثني للرومانيين بدأ في المقاطعات جنوب الدانوب وأن أسلاف الرومانيين لم يستوطنوا في الأراضي شمال الدانوب الأدنى قبل القرن الحادي عشر.
تطورت اللغة الرومانية في مقاطعات كانت معزولة من اللغات الرومنسية لأكثر من ألف عام. أعطى هذا الانعزال الجغرافي دفعةً لتطور عدد من الخصائص المعينة. على سبيل المثال، حلت الصوامت الأسنانية المنطوقة من الحنك (خصوصًا حرف z) محل الصوامت غير المنطوقة من الحنك في الأفعال. يشابه عدد الكلمات الرومانية الموروثة من اللاتينية (حوالي 1500 إلى 2000 كلمة بحسب المصدر) للغات الرومنسية الأخرى ويُعد منخفضًا بالمقارنة مع اللغة اليونانية القروسطية (التي تحوي حوالي 3000 جذر لاتيني). احتفظت اللغة الرومانية إلى جانب الإسبانية والبرتغالية بأدوات معجمية مهجورة من اللاتينية أكثر من اللغات الرومنسية الأخرى، ويُعد السبب غالبًا نظرًا لموقعهم الهامشي. على سبيل المثال، يمكن ملاحظة المقابل اللاتيني الكلاسيكي لكلمة جميل (formosus) في اللغة الرومانية frumos وفي البرتغالية formoso وفي الإسبانية hermoso، لكنها استُبدلت بمصطلحات مُشتقة من كلمة لاتينية أخرى bellus في الفرنسية وbello في الإيطالية.